# Voll verheiratet
Voll verheiratet (Originaltitel: Just Married) ist eine US-amerikanisch-deutsche Filmkomödie aus dem Jahr 2003. Regie führte Shawn Levy, das Drehbuch schrieb Sam Harper. Die Hauptrollen spielten Ashton Kutcher und Brittany Murphy.

## Handlung
Tom Leezak und Sarah McNerney lernen sich in Los Angeles kennen. Sie heiraten trotz des Widerstandes von Sarahs vermögender Familie. Sie fahren in die Flitterwochen nach Europa, wo es zu zahlreichen Komplikationen kommt. Unter anderem werden sie in Venedig festgenommen. In der gemeinsamen Zelle sprechen sie darüber, wie misslungen ihre Flitterwochen seien.
Zurück in den USA spricht Tom Leezak über den Aufenthalt in der gemeinsamen Zelle und das Rausfliegen aus dem Fünf-Sterne-Hotel. Toms Vater erklärt seinem Sohn, dass eine Beziehung nur auf Bildern im Fotoalbum immer schön und harmonisch aussieht. Zwischen den Schnappschüssen hat man harte Arbeit an der Beziehung zu leisten und mit Problemen zu kämpfen.
Am Schluss finden sie wieder zusammen und meinen, dass die Komplikationen während der Flitterwochen ihre Liebe nur verstärkt haben.

## Kritiken
James Berardinelli schrieb auf ReelViews, der Film würde zu sehr versuchen, witzig zu sein. Die Gags seien „vorhersehbar“ („predictable“) und „mechanisch gespielt“ („mechanically executed“). Die Hauptdarsteller bezeichnete er als „B-Stars“.
Roger Ebert bezeichnete die Komödie in der Chicago Sun-Times vom 10. Januar 2003 als „unbeholfen“ („ungainly“) und „witzlos“ („witless“). Er kritisierte das Drehbuch und bezeichnete die Hauptcharaktere als „jämmerliches dummes Paar“ („pathetic stupid couple“), welches sich nichts zu sagen hätte.

„Einfallslose Komödie, die lediglich die üblichen Versatzstücke der gegenwärtigen Hollywoodunterhaltung rekapituliert und durch die ungleichgewichtige Besetzung der Hauptrollen jegliche Glaubwürdigkeit einbüßt.“

## Trivia
Das Schloss Taufers wurde als Kulisse für ein französisches Nobelhotel herangezogen, dabei ist jedoch in der ersten Szene im Innenhof des Schlosses die Landesfahne von Südtirol (Italien) zu sehen.

## Auszeichnungen
Der Film wurde im Jahr 2003 für den Teen Choice Award in fünf Kategorien nominiert, die meisten davon gingen an Ashton Kutcher und Brittany Murphy. Ashton Kutcher wurde 2004 für den Kids’ Choice Award nominiert.
Brittany Murphy und Ashton Kutcher wurden im Jahr 2004 für die Goldene Himbeere nominiert, eine weitere Nominierung erhielten Murphy und Kutcher als Schlechtestes Filmpaar.